# Rebecca Ward
Rebecca „Becca“ Ward (* 7. Februar 1990 in Grand Junction, Colorado) ist eine US-amerikanische Säbelfechterin.
Rebecca Ward gewann 2005 schon als 15-Jährige in Leipzig bei den Weltmeisterschaften den Titel mit der Mannschaft. Im Einzel belegte sie Rang fünf. Im Jahr darauf wurde sie im Einzel in Turin Weltmeisterin und Silbermedaillengewinnerin mit der Mannschaft. Weitaus schlechter verliefen die Welttitelkämpfe 2007 für die US-Amerikanerin. In St. Petersburg wurde sie im Einzel 17. und mit der Mannschaft Siebte. Zwischen 2006 und 2008 konnte sie zudem zehnmal Weltcupveranstaltungen gewinnen und wurde dreimal Zweite und einmal Dritte.
Bei den Olympischen Sommerspielen 2008 konnte Rebecca Ward in Peking beim Dreifacherfolg der Vereinigten Staaten hinter ihren Teamkameradinnen Mariel Zagunis und Sada Jacobson die Bronzemedaille. Im entscheidenden Kampf setzte sich Ward mit 15:14 Treffern gegen die Russin Sofija Welikaja durch. Ferner errang sie mit der Mannschaft auch noch die Bronzemedaille.